# Japan i olympiska vinterspelen 1928
Japan deltog med sex deltagare vid de olympiska vinterspelen 1928 i Sankt Moritz. Ingen av landets deltagare erövrade någon medalj.

## Trupp
- Nordisk kombination
  - Sakuta Takefushi
- Backhoppning
  - Motohiko Ban
- Längdskidåkning
  - Takeo Hoshina
  - Sakuta Takefushi
  - Minoru Nagata
  - Subaru Takahashi
  - Asō Takeharu